# Claudio Desderi
Claudio Desderi (ur. 9 kwietnia 1943 w Aleksandrii, zm. 30 czerwca 2018 we Florencji) – włoski śpiewak, baryton, dyrygent, profesor śpiewu.

## Życiorys
Urodził się w Alessandrii we Włoszech, w regionie Piemont. Od debiutu na Festiwalu w Edynburgu w 1969 roku w operze Il Signor Bruschino Rossiniego, stale występował na najsłynniejszych włoskich scenach operowych z Teatro alla Scala na czele (od 1973 r.).
Repertuar artysty obejmował dzieła od Monteverdiego do Luigiego Nono, koncertował i występował z programami pieśniarskimi (w ostatnich latach wraz z pianistą Michelem Campanellą prezentował cykle pieśni Schuberta, Schumanna i Brahmsa). Śpiewał w operach Gioacchina Rossiniego: Kopciuszek, Włoszka w Algierze, pod kierunkiem Claudia Abbado, w reżyserii J.P. Ponnelle’a oraz W.A.Mozarta: Le nozze di Figaro, Così fan tutte, Don Giovanni pod batutą Riccarda Mutiego, w reżyserii Giorgia Strehlera.
Występował też na festiwalach operowych w Salzburgu, Glyndebourne, Aix-en-Provence czy Pesaro. Był wybitnym specjalistą w repertuarze operowym Mozarta i Rossiniego. Jako śpiewak miał za sobą występy w największych teatrach operowych świata, gdzie prezentował się w operach Mozarta:
- jako Figaro w Weselu Figara,
- jako Don Alfonso w Così fan tutte,
- jako Leporello w Don Giovanni

w operach Rossiniego: Kopciuszek, Włoszka w Algierze czy Cyrulik Sewilski 
na deskach Covent Garden Theatre czy Met
i w końcu w operze Verdiego Falstaff, w tytułowej roli w Operze Paryskiej.
Gościł również na scenach Opery w Chicago, czy Teatru Bolszoj w Moskwie.
Śpiewał między innymi pod batutą Bernarda Haitinka, Riccarda Chailly’ego, Zubina Mehty, Jamesa Levine’a, Sir Simone Rattle i innych.
Był jedynym włoskim barytonem, który prezentował cykle niemieckich pieśni romantycznych podczas recitali w mediolańskiej La Scali.
Przez wiele lat, prócz występów w La Scali, był gwiazdą Met, czy Covent Garden, był również dyrektorem słynnych teatrów operowych w Pizie, Palermo, Parmie, Turynie.

## Nagrania
Claudio Desderi nagrywał dla wytwórni EMI, Deutsche Grammophon, czy Sony Classical. Dużo występował także jako dyrygent, był też profesorem Akademii w Fiesole (Florencja). Claudio Desderi był dyrektorem artystycznym teatrów operowych w Pizie, Turynie i Palermo oraz Festiwalu im. Giuseppe Verdiego w Parmie. W trakcie swojej dyrekcji w Turynie przygotował i wystawił nową produkcję opery «Czarna Maska» Krzysztofa Pendereckiego.

## Dydaktyka
Claudio Desderi prowadził regularne zajęcia wokalne i kursy mistrzowskie w Fiesole, w Konserwatorium Paryskim, w ramach festiwalu w Portogruaro i Verbier oraz w Akademii Britten-Pears w Aldeburgh, w dniach 15–20 listopada 2010 r. prowadził kursy mistrzowskie śpiewu w Akademii Muzycznej w Gdańsku.
Był akademikiem Narodowej Akademii im. Świętej Cecylii w Rzymie.

## Niektóre wykonania
Rossini, Cyrulik Sewilski, Don Bartolo, aria „A un dottor della mia sorte”, towarzyszy Maria Ewing jako Rozyna
http://www.youtube.com/watch?v=nC8VUiaaZio
Mozart, Don Giovanni, Leporello, aria „Notte e giorno faticar”
http://www.youtube.com/watch?v=0cQrWn3I8sQ
Mozart, Don Giovanni, Leporello, aria „Katalogowa”, towarzyszą Thomas Allen – Don Giovanni i Patricia Schuman jako Donna Elvira
http://www.youtube.com/watch?v=H-EUD7o-0Go